# Jardins de Can Xiringoi
Els Jardins de can Xiringoi són una zona verda del barri de Vilapicina i la Torre Llobeta de Barcelona. Ocupa uns 7.000 m² de l'antic recinte de les cotxeres de Borbó, entre els carrers de Costa i Cuixart, Felip II i l'avinguda dels Quinze.

## Història
Les cotxeres de Borbó van entrar en funcionament l'any 1901, primer com a espai per aparcar-hi tramvies elèctrics i més endavant autobusos. Amb els anys, la zona s'anà urbanitzant i les protestes per a exigir l'enderroc i trasllat de les cotxeres van créixer. Finalment, el 15 de desembre del 2003 en va sortir el darrer vehicle, i el desmantellament de l'espai va comportar un alliberament de 2 hectàrees de sòl que es van destinar a equipaments i als mateixos jardins.
L'Ajuntament de Barcelona i les diverses entitats veïnals de la zona van acordar la construcció d'un conjunt d'equipaments, que es van inaugurar l'any 2011: el Centre Integral de Salut, la Biblioteca Vilapicina i la Torre Llobeta, el Casal de Gent Gran de la Torre Llobeta, el poliesportiu CEM Cotxeres Borbó. La urbanització va finalitzar l'any 2015 amb la inauguració dels jardins.

## Descripció
Consten d'un plaça central amb una sèrie de parterres de gespa arbrats, zones d'estada i una zona d'exercici per a gent gran. Algunes de les espècies d'arbre que s'hi troben són: Acer freemanii, Jacaranda mimosifolia, Melia azederach, Quercus robur, Tipuana tipu i Washingtonia robusta.

En una de les cantonades hi ha un monòlit que recorda la masia de Can Xiringall o Xiringoi, enderrocada l'any 1971, on es pot llegir:
| « | En aquests terrenys estava ubicada la masia Can Xiringoi, on tretze generacions de la família Armengol hi van viure entre els anys 1679 i 1971. | » |